# بوبو اولسون
بوبو اولسون (انگلیسی: Bobo Olson; ۱۱ ژوئیهٔ ۱۹۲۸ – ۱۶ ژانویهٔ ۲۰۰۲) بوکسور اهل ایالات متحده آمریکا بود.